# 虞将军
虞将军，名不详，西汉初年齐国人。
汉高帝五年（前202年），齐国人娄敬前去防守陇西，经过洛阳，解下輓辂（绑在车前牵引的横木），穿羊皮袄，通过虞将军求见刘邦：“臣原见上言便事。”虞将军想给他换上华丽的衣服，娄敬说：“我若穿的是丝帛，就身着丝帛去谒见；若穿的是粗麻布，就身着粗麻布去谒见，不敢冒昧更衣。”于是虞将军便进宫向刘邦上奏。刘邦召娄敬入见，赐给他就餐。